# Tylko Piłka
Tylko Piłka – tygodnik zajmujący się tematyką piłki nożnej. W gazecie pojawiały się co tydzień teksty poruszające zagadnienia aktualne, artykuły analityczne (taktyka, umiejętności piłkarzy), wywody problemowe. Gazeta opisywała wydarzenia ligi polskiej oraz rozgrywki w Europie i Ameryce Południowej.
Pierwsze wydanie trafiło do sprzedaży 17 marca 2004 roku. Do grudnia 2010 r. wydawcą „Tylko Piłki” było Studio conTEXT, prowadzone przez Krzysztofa Klemińskiego i Sławomira Kraska.
Następnie wydawcą „Tylko Piłki” była Tylko Piłka sp. z o.o., której od kwietnia 2011 roku prezesem jest Stanisław Wedler. Funkcję redaktora naczelnego tygodnika pełnił Rafał Kępa, który na początku 2012 roku zastąpił pełniącego tę funkcję od początku istnienia tygodnika Dariusza Króla.
Zespół redakcyjny tworzyli w 2012 r.: Łukasz Betański, Michał Chudzik, Rafał Kępa, Maciej Laskowski, Filip Sosnowski, Kamil Wójkowski
Stałymi współpracownikami w 2012 r. byli: Robert Błaszczyk, Mariusz Matkowski, oraz inni korespondenci w kraju i za granicą.
Ostatnie wydanie tygodnika ukazało się w maju 2013 roku.